# Мостиола (Милано)
Мостиола је насеље у Италији у округу Милано, региону Ломбардија.
Према процени из 2011. у насељу је живело 92 становника. Насеље се налази на надморској висини од 65 м.